# Matrikel (ejendom)
 For alternative betydninger, se Matrikel. (Se også artikler, som begynder med Matrikel)
En matrikel er en fortegnelse over et lands faste ejendomme.

## Danmark

### Middelalder og renæssance
Kong Valdemars Jordebog fra 1231 er også kendt som Liber Census Daniæ (dansk: Danmarks skattebog). Den regnes for den første landsomfattende fortegnelse af Danmarks kongelige jordejendom med henblik på skatteansættelse.
Nielsen (1873) mener det primært drejer sig om en indtægtsvurdering af de kongelige godser.

### Efter 1660 (Enevældens indførelse)
Statsomvæltningen i 1660 førte til enevældens indførelse og skabelsen af amter med embedsmænd til at varetage landsdækkende skatteopkrævning mv.
Det skete ved at omdanne adelens len til amter i 1662. Denne inddeling blev ca. 130 år efter ændret til en ny struktur i Amter i 1793 i forbindelse med kortlægningen af Danmark af Videnskabernes Selskab og Jordreformerne. Denne inddeling holdt i næsten 200 år til kommunalreformen i 1970.

#### 1662-matriklen
Den første matrikel i Danmark blev udarbejdet i 1662. Baggrunden var statsomvæltningen i 1660, der førte til enevældens indførelse. Allerede i oktober 1660 indkaldtes jordebøger fra både private og offentlige jordejere for at skaffe et samlet overblik over den "beskatning", som fæstebønderne var pålagt. Målet var at skabe et nyt skattesystem hvilende på hver enkelt bondegårds og hovedgårds skatteevne til afløsning for det ældre skattesystem, hvorefter gårdene var delt op i helgårde, halvgårde osv. Den 13. december 1660 forelå et kongebrev til rigsdrosk Joachim Gersdorff med ordre til i Statskollegiet at "delibrere hvorledes en Rigens Matricul" bedst kunne indrettes. Allerede den 19. december 1660 forelå et forslag om, at hver fæstegårds landgilde skulle anføres og derud over skulle angives "huad hand derimod Aarlig kand saae, nemblig Roug, Biug, Aar, Boghuede, Ertter, etc. Item huor meget Høe hand kand Auffle ... och saa Hartkornit in Margine med dess Valleur udj Pendinge anslagen". Man havde således for øje, at udsæden og det ved menneskealdres erfaring fastslåede mulige udbytte skulle være grundlag for den nye matrikel.
Den 31. maj 1661 udstedte Skatkammerkollegiet en ordre til landets biskopper og lensmænd om, at sognepræsterne skulle lave en fortegnelse over decimanterne med angivelse af deres landgilde, herlighed, udsæd og "huor meget høe hand kan auffle". De indkomne fortegnelser blev imidlertid ikke brugt; i stedet nedsattes for hvert stift en kommission, der skulle fastlægge de enkelte gårdes landgilde og udsæd. Den nye matrikel blev derefter udarbejdet i løbet af sommeren 1662 i henhold til en derom givet instruktion og indeholdt for hver gård oplysninger om:
1. ejerens navn,
2. brugerens navn,
3. den årlige udsæds størrelse fordelt på kornarter,
4. landgildens størrelse og sammensætning (herunder gæsteri, afløst hoveri o.lign.),
5. den samlede landgilde (fraset gæsteri) omregnet til hartkorn,
6. anslået handelsværdi udtrykt i rigsdaler pr. tønde hartkorn,
7. høavlens størrelse,
8. antal svin, der årligt kunne gå på olden.

Også hovedgårdene, der ikke svarede landgilde, blev ansat til hartkorn efter deres årlige udsæd divideret med 3, idet havre kun regnedes halvt – eller efter vurderinger ved skifter eller salg. Disse værdier blev derefter samlet efter hovedgårde, enkeltgårde og landsbyer, der atter samledes i sogne, derpå herreder eller birker og endelig i len.
Matriklen 1662 viser karakteristiske mønstre i landbrugsdriften: byg-landgildet var således koncentreret på landets mere frugtbare jordbund på øerne (fraset skovområder) og i den vestlige del af Limfjorden, rug-landgildet var derimod koncentreret omkring Roskilde fjord og den sjællandske Storebæltskyst,, smør-landgilde atter med en vis overvægt i skovegne, foderokser altovervejende på Fyn, fodernød nogenlunde jævnt fordelt over landet, staldokser i Vendsyssel samt nord for Vejle fjord og Horsens fjord, sild og ål som landgilde var overvejende samlet i Limfjorden, mens torsk som landgilde forekom især langs den vestjyske kyst og på det sydlige Djursland.

#### 1664-matriklen
1662-matriklen afløstes af kong Frederik 3.s matrikel i 1664 (også kaldet amtsstuematriklen).

#### 1688-matriklen
Under Frederik 3.'s efterfølger, kong Christian 5., blev matriklen af 1688 udfærdiget.
Den blev lavet helt fra grunden: i henhold til en instruks af 16. april 1681 til kommissarierne skulle landmålingen eller jordrebningen i hvert amt begynde med et møde, hvortil skriftligt var indstævnet amtmanden, jordegodsejerne, præsterne, amtsskriveren, regimentsskriveren, herreds- og birkefogederne, tingskrivere samt bønder fra de enkelte landsbyer i den rækkefølge, byerne skulle opmåles og takseres i.
For hvert herred skulle udpeges 4 "forstandige og paa Jord og dens Dyrkelse vel erfarne Bønder", der skulle ledsage landmålerne og efter landmålernes instruks "dømme og taxere" herredets jord og ejendomme.
Selve opmålingen skulle udføres så hver gårds jordstykker skulle opmåles hver for sig i længden og 2 bredder i sjællandske alen. Disse mål skulle omregnes til sjællandske kvadrat-alen og disse atter omregnes til enheden tønder land (Tdr.Ld.), idet 14.000 kvadrat-alen udgjorde 1 Td.L.

##### Værdisættelse efter ydeevne – korn
De enkelte jordstykker skulle samtidig værdisættes efter deres ydeevne i tønder hartkorn (Td.Htk.). Dette skete efter et system, hvor jorden blev delt i 4 klasser efter deres ydeevne:
1. God eller middel byg-, rug- og ærteland: 2 Tdr.Ld. svarede til 1 Td.Htk.;
2. Ond, skarp og ringe jord, dog egnet til rug-, byg- blandkorn- og boghvededyrkning: 3 Tdr.Ld. svarede til 1 td.Htk.;
3. God havrejord: 4 Tdr.Ld. svarede til 1 Td.Htk.;
4. Middel og ond havrejord: 6 Tdr.Ld. svarede til 1 Td.Htk.[14]

##### Værdisættelse efter ydeevne – ikkedyrket jord
Jord, der ikke egnede sig til dyrkning (enge), skulle værdisættes efter deres ydeevne i læs hø, idet:
1. 24 læs hø regnedes til 1 Td.Htk. (moser og kærjorder dog 48 læs hø),
2. skove værdisættes efter det gennemsnitlige antal svin, der kunne fedes på deres olden, idet 32 svins olden regnedes til 1 Td.Htk.[15]

##### Værdisættelse i hartkorn af møller
Yderligere værdiansattes vand- og vindmøller efter deres brugbarhed året rundt.
I løbet af 1681 og 1682 opmåltes al agerjord på øerne (fraset Bornholm) og i 1683 hele Jylland indtil Kongeåen. De oprindelige kladder samt oplysninger fra bønder, proprietærer, originale tiender fra præsterne og oversigter over sognenes bøndergårde blev renskrevet i såkaldte markbøger, hvori blev angivet ejer, bruger, mål og værdiansættelse (bonitet). Disse oplysninger blev derefter samlede i markbogsekstrakter. Derefter fulgte omregningskladder og de endelige beregninger blev så indførte i konceptmodelbøger gård for gård, ejer, bruger, areal, værdi og hartkornsansættelse; heri indgik tillige oplysningerne om enge, skove m.m..
Det store opmålings- og beregningsarbejde blev imidlertid undergravet af konstateringen af store afvigelser mellem tidligere og nye hartkornsansættelser (hvilket var formålet med opmålingsarbejdet). I de følgende år indkom stribevis af klager over de nye hartkornsansættelser, og man forsøgte på mange måder at modvirke en del af de største afvigelser, og det tog således henved 5 år at nå frem til de endelige hartkornsansættelser.

### 1844-matriklen
De tidlige matrikler blev imidlertid ikke vedligeholdt med hensyn til forandringer i ejendomsforholdene, og efter udskiftningen i slutningen af 1700-tallet var der behov for udarbejdelsen af en ny matrikel.
Matrikuleringsarbejdet begyndte i 1805, og opmålingen var afsluttet i 1822. Den nye matrikel trådte i kraft for landområdernes vedkommende 1. januar 1844. Matriklen blev oprettet med henblik på opkrævelse af skatter. Købstædernes bygrunde og landsbyerne blev ikke betragtet som skattebetalende områder og var derfor ikke med i matriklen fra 1844. Disse områder blev matrikuleret i perioden fra 1863 til 1885, således at hele det kongerigske område (dvs. kongeriget Danmark, der havde grænse ved Kongeåen) var dækket af matriklen.

### Sønderjylland
Sønderjylland blev matrikuleret i tyskertiden (1864-1920), nærmere bestemt samtidig med opmålingen til det officielle 1:25.000 landkort af Preußische Landesaufnahme i årene 1878-1880. Dette system blev overtaget ved genforeningen i 1920. Ved etableringen af edb-matriklen i 1986 blev det prøjsiske system tillempet det danske, så data kunne præsenteres i det danske edb-system. Efter 1920 blev den sønderjyske matrikel ført efter det prøjsiske system af fire statslandinspektørembeder (i Haderslev, Sønderborg, Tønder, Aabenraa) og et teknisk kontor i Toftlund. Omkring årtusindskiftet blev det sønderjyske matrikelvæsen privatiseret, og også de sønderjyske matrikelsager må nu sendes til København til godkendelse.

### Nutiden
Nutidens ejendomsmatrikulering hviler fortsat på matriklen af 1844, idet denne revideres løbende, hver gang et areal med et matrikelnummer deles, eller to arealer med forskellige matrikelnumre forenes.
Matriklen drives i dag af Geodatastyrelsen (det tidligere Kort- og Matrikelstyrelsen) under Klima-, Energi- og Forsyningsministeriet. Tidligere var Københavns Kommune og Frederiksberg Kommune undtagelser, hvor det var henholdsvis Stadskonduktørembedet og Stadslandinspektøren, der drev matriklen. Indtil 1989 lå opgaven hos Matrikeldirektoratet, der per 1. januar 1989 blev sammenlagt med Geodætisk Institut og Søkortarkivet.